# One Last Wish
One Last Wish fue una banda post-hardcore de corta duración de Washington D. C.. Se formó en mayo de 1986 por miembros de Rites of Spring, y se separó en enero de 1987, lanzando solo un álbum póstumo.

## Historia
En medio de la ruptura de Rites of Spring en 1986, tres de sus cuatro miembros, Picciotto  Janney y Canty, formaron una nueva banda junto a Michael Hampton, exguitarrista de The Faith y Embrace. Con el nombre de One Last Wish, la banda comenzó a tocar en agosto de 1986, principalmente en el área de DC e incluyó una serie de shows benéficos. Su única grabación se realizó en noviembre de 1986 en Inner Ear Studios de Arlington, Virginia. Fue diseñado por Don Zientara y producido por Ian MacKaye.
Después de la disolución de la banda, Canty y Picciotto se unirían a MacKaye en la banda Fugazi. One Last Wish se separó poco después de que se completara la mezcla y, como resultado, el álbum no se lanzó hasta trece años después, en noviembre de 1999, por el sello de MacKaye Dischord Records; Dischord había decidido no lanzarlo a la luz, debido a su reputación como sello de bandas desaparecidas. Antes del lanzamiento de este disco, titulado 1986, solo se había lanzado una canción, "Burning in the Undertow", en la compilación State of the Union (abril de 1989). En 2020, la canción "My Better Half" fue enlistada en el puesto #81 dentro de las 100 canciones emo más grandes por Vulture.com.
Después de la separación de la banda, Picciotto, Janney y Canty se reunirían con Michael Fellows de Rites of Spring, tomando Happy Go Licky. Hampton pasaría a formar la banda Manifesto, y recientemente Fake Names.

## Miembros
- Guy Picciotto – voces, guitarras
- Michael Hampton – guitarras, coros
- Edward Janney – bajo, coros
- Brendan Canty – batería

## Discografía
- 1986 (1999, Dischord, Peterbilt)